# Ödemark
Ödemark este o arie protejată (arie specială de conservare — SAC, sit de importanță comunitară — SCI) din Suedia întinsă pe o suprafață de 54,8 ha, integral pe uscat.

## Localizare
Centrul sitului Ödemark este situat la coordonatele 58°08′29″N 14°48′26″E / 58.1414°N 14.8073°E.

## Înființare
Situl Ödemark a fost declarat sit de importanță comunitară în ianuarie 2002 pentru a proteja 1 specie de plante. Situl a fost protejat și ca arie specială de conservare în martie 2011.

## Biodiversitate
Situată în ecoregiunea boreală, aria protejată conține 3 habitate naturale: Taiga vestică, Păduri caducifoliate de mlaștină fino-scandinave, Lacuri și iazuri distrofice naturale.
La baza desemnării sitului se află o specie protejată de  plante: Buxbaumia viridis.